# 476

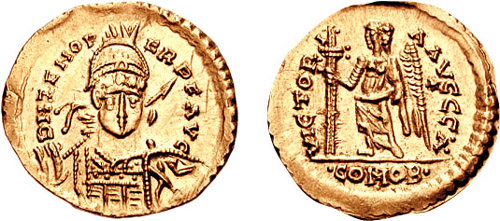
Solidus van koning Odoaker (r. 476-493)

Het jaar 476 is het 76e jaar in de 5e eeuw volgens de christelijke jaartelling.

## Gebeurtenissen

### Italië
- Zomer - Odoaker, aanvoerder van de Germaanse hulptroepen (foederati), verschijnt in Ravenna op een audiëntie in het keizerlijke paleis. Hij eist van Flavius Orestes (magister militum) voor zijn bewezen diensten een rijkelijke vergoeding en één derde van het Italiaans grondgebied om een zelfstandige staat te vestigen. Orestes weigert dit vernederende voorstel.
- 23 augustus - Val van het West-Romeinse Rijk: Romulus Augustus wordt in Ravenna door Odoaker als keizer afgezet. Hij neemt de jongen gevangen en laat hem verbannen naar Castellum Lucullanum, een versterkte burcht op het eiland Capri (in de Golf van Napels). Het westelijke bestuursapparaat – zowel op civiel als op militair gebied – wordt bekleed door Goten en Romeinen.
- 28 augustus - Orestes, vader van Romulus Augustus, wordt in Piacenza door Germaanse huurlingen gevangengenomen en direct geëxecuteerd.
- 4 september - Odoaker laat zichzelf in Ravenna tot rex Italiae ("koning van Italië") uitroepen. Hij stuurt de keizerlijke insignes (o.a. keizerskroon) en attributen terug naar Constantinopel.

### Klein-Azië
- Augustus - Basiliscus, Romeins usurpator, wordt door Zeno verjaagd en bestijgt als keizer opnieuw de troon. Hij laat hem en zijn gezin verbannen naar Cappadocië (Turkije).
- Zeno erkent de soevereiniteit van Odoaker en benoemt hem tot patriciër (Romeinse adel). Hij geeft waarschijnlijk opdracht het kerkcomplex bij Qalat Semaan te financieren.

## Religie
- Modestus wordt in Augusta Treverorum (huidige Trier) als bisschop ingewijd. Tijdens zijn ambt wordt de stad door de Franken veroverd.

## Geboren
- Aryabhata, Indiaas astronoom en wiskundige (overleden 550)
- Hilarius van Toscane, geestelijke en heilige (overleden 558)

## Overleden
- Basiliscus, keizer van Oost-Romeinse Rijk
- Marcus, medekeizer van het Oost-Romeinse Rijk
- 28 augustus - Orestes, Romeins politicus en regent